# Vallée de la Brévine

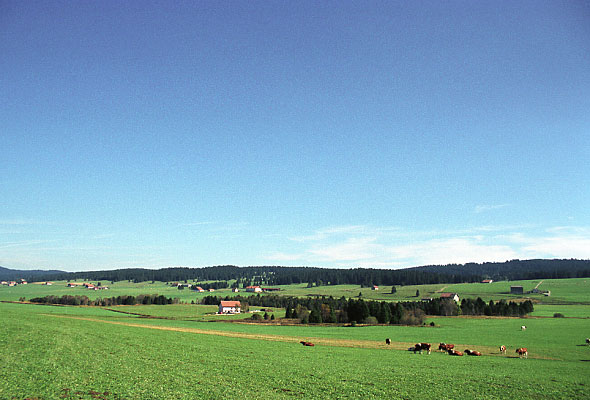
Landschaft im Vallée de la Brévine mit Einzelhöfen

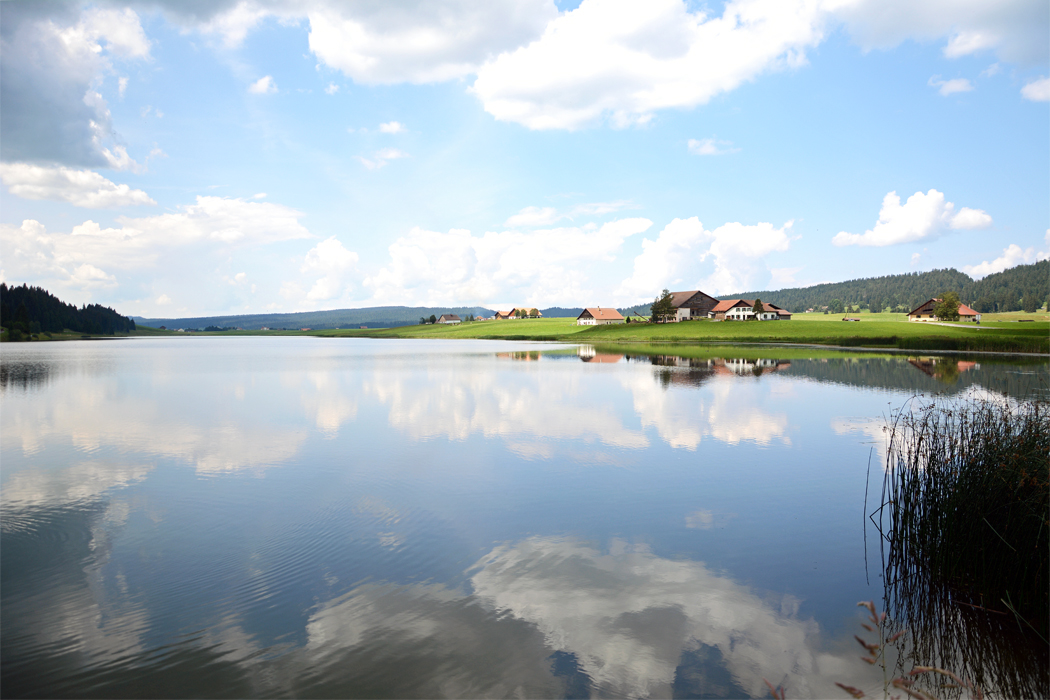
Lac des Taillères

Das Vallée de la Brévine (deutsch Tal von La Brévine) ist ein Hochtal im Juragebirge in der Westschweiz. Es liegt im Nordwesten des Kantons Neuenburg und an der Landesgrenze zwischen der Schweiz und Frankreich.
Das Gebiet rund um die Gemeinde La Brévine ist im Bundesinventar der Landschaften und Naturdenkmäler von nationaler Bedeutung verzeichnet; das BLN-Gebiet umfasst eine Fläche von 42 Quadratkilometern.

## Geografie
Das Gebiet gehört zu den Gemeinden La Brévine, La Chaux-du-Milieu, Le Cerneux-Péquignot, Les Verrières und Val-de-Travers. Das rund 20 Kilometer lange Tal liegt auf der durchschnittlichen Höhe von 1050 m ü. M. in einer Synklinale im Faltenjura, die sich von Südwesten nach Nordosten erstreckt. Auf seiner Nordwestseite wird es von der bewaldeten Jurakette des Larmont (bis 1300 m ü. M.) begleitet, über den die Grenze zwischen der Schweiz und Frankreich verläuft. Auf der Südostseite begrenzt ein breiter Höhenrücken, der im Crêt du Cervelet (1308 m ü. M.) gipfelt und charakteristische ausgedehnte Hochjuraweiden und Wälder aufweist, das breite Tal. Den nordöstlichen Abschluss des Tales bildet der Grand Som Martel (1337 m ü. M.).
Die flache Talsohle bildet eine weite Ebene und weist an einigen Stellen noch Feuchtgebiete und Moore auf; eine ausgedehnte Moorzone ist das Gebiet von Marais de la Chatagne und Marais rouge, die eines der bedeutendsten Naturschutzgebiete im Kanton Neuenburg bilden. Der tiefste Punkt liegt auf 1035 m ü. M. in einer Doline nördlich des Weilers Bémont. Das Vallée de la Brévine bildet eine Polje. Das gesamte Niederschlagswasser fliesst unterirdisch ab und speist Quellen in den benachbarten Flusstälern des Doubs im Norden und der Areuse im Süden. Es gibt kein längeres Fliessgewässer an der Oberfläche des Tales; kleine Rinnsale wie der Bied de la Brévine verschwinden nach kurzem oberirdischem Lauf in Ponoren (Schlucklöchern). Auch das Wasser des Lac des Taillères, des einzigen Sees im Neuenburger Jura, versickert im Kluftsystem des Untergrunds.
Das Tal ist durch die Hauptstrasse 149 und im Osten durch die Hauptstrasse 170 sowie mehrere Nebenstrassen erschlossen.

## Klima
Das Hochtal ist durch ein raues Klima gekennzeichnet. Wegen seiner Abgeschlossenheit gegen die Umgebung kann sich hier im Winter in Strahlungsnächten und bei windschwachen Lagen ein beständiger Kaltluftsee bilden. Temperaturen von −30 °C sind deshalb nicht selten. Das absolute Minimum von −41,8 °C wurde in La Brévine am 12. Januar 1987 gemessen. Es ist die tiefste an einer offiziellen Station je gemessene Temperatur in der Schweiz. Dies hat dem Tal den Namen „Sibirien der Schweiz“ eingetragen.

## Bevölkerung
Die Region von La Brévine war noch im 13. Jahrhundert fast vollständig bewaldet. Erst im 15. Jahrhundert entstanden nach und nach erste Rodungenslichtungen und die Gegend wurde besiedelt. Heute befinden sich im Vallée de la Brévine drei Gemeinden: das namengebende La Brévine im Zentralteil, La Chaux-du-Milieu im Nordosten des Tals sowie Le Cerneux-Péquignot ebenfalls im Nordosten, etwas ausserhalb des eigentlichen Talgrundes gelegen. Zahlreiche Einzelgehöfte liegen über die ganze Talsohle verstreut.
Der wichtigste Wirtschaftszweig ist die Landwirtschaft. Es gibt Weidewirtschaft mit Viehzucht, jedoch wegen der Höhenlage kaum Ackerbau. An einigen Orten mit Hochmooren zwischen La Brévine und La Chaux-du-Milieu wird noch heute in kleinem Rahmen Torf gestochen, meist zur Verwendung als Gärtnereierde oder für den Eigenbedarf. Während der beiden Weltkriege jedoch wurde der Torf maschinell abgebaut und als Brennstoff verwendet.